# Back Home (Westlife)
Back Home è l'ottavo album in studio del gruppo musicale pop irlandese Westlife, pubblicato nel 2007. L'album contiene brani originali e cover.

## Tracce
1. Home – 3:28
2. Us Against the World – 4:02
3. Something Right – 3:14
4. I'm Already There – 4:18
5. When I'm with You – 4:12
6. Have You Ever – 4:33
7. It's You – 4:11
8. Catch My Breath – 3:18
9. The Easy Way – 3:35
10. I Do – 4:30
11. Pictures in My Head – 4:17
12. You Must Have Had a Broken Heart – 4:06

## Classifiche
| Classifica  | Posizione raggiunta |
| ----------- | ------------------- |
| Regno Unito | 1                   |